# Ruth Brandt
Pour les articles homonymes, voir Brandt.
Ruth Brandt (22 juin 1936 - 13 août 1989) est une artiste et enseignante irlandaise, connue pour son travail inspiré de la nature.

## Jeunesse et éducation
Ruth Brandt naît à Dublin le 22 juin 1936. Elle est la fille aînée du graphiste de Frank Brandt et de l'artiste Muriel Brandt (née McKinley). Brandt fréquente le couvent dominicain Santa Sabina de Sutton à Dublin. Elle passe du temps en France, vers 1953, enseignant l'anglais dans un couvent de la rue de la Santé à Paris, après quoi elle s'inscrit au Collège national d'art et de design (NCAD) avec une bourse de trois ans. Brandt passe un an à Florence, financé par une subvention du gouvernement italien, et elle y rencontre un autre artiste irlandais Michael Kane. Elle épouse Kane en 1961 et ils ont un fils et une fille.

## Carrière artistique
Brandt expose d'abord avec la Royal Hibernian Academy en 1958, avec le tableau At the jazz band ball puis à l'Irish Exhibition of Living Art en 1961, avec trois œuvres. Elle partage ensuite son temps entre l'enseignement au NCAD, les cours d'été pour les enfants avec son mari et le lettrage et l'illustration à la pige. Ses illustrations se retrouve dans The Yeats country 1962 de Sheelah Kirby et 1964 A Treasury of Irish saints de John Irvine. Brandt conçoit les appareils pour Dolmen Press and Poetry Ireland dans les années 1960. Lors de l'exposition de la National Gallery of Ireland de 1965 pour le centenaire de William Butler Yeats, dix de ses dessins à l'encre noire des maisons londoniennes de Yeats sont exposés.
Brandt commence à collaborer avec l'architecte Liam McCormick à partir du début des années 1970. Elle contribue au travail dans ses églises du comté de Donegal, St Michael's à Creeslough et St Conal's à Glenties. Parmi les autres bâtiments de McCormick sur lesquels Brandt travaille, elle conçoit les vitraux de l'Oratoire de la résurrection de Notre-Seigneur, Artane à Dublin et une sculpture pour le bureau Met Éireann à Glasnevin. La paroisse de St Brigid's à Blanchardstown la charge de concevoir une plaque en commémoration des prêtres de la paroisse. Elle est parmi les premiers contributeurs au magazine Structure fondé par Kane en 1972. À partir de 1973, Brandt travaille au Graphic Studio Dublin et revient à la gravure. Elle participe à la gestion de la galerie associée jusqu'à sa mort. Elle est largement exposée à partir du milieu des années 1970, dans des expositions telles que United Arts Club à Dublin en 1975, la Kenny Gallery de Galway en 1975, l'Emmet Gallery en 1976 et la Setanta Gallery de Dublin en 1978. Elle est présente dans une exposition de groupe à Nottingham et à l'exposition Creative women à Belfast en 1976. À partir de 1976, elle devient conférencière à plein temps au NCAD. Son travail est exposé à l'exposition Five contemporary artists de la Tara Galerie de Zurich en 1981. Elle organise des expositions personnelles à la Lincoln Gallery de Dublin en 1982 et à la James Gallery de Dalkey en 1985. Elle reçoit des prix de la Royal Hibernian Academy pour ses dessins en 1986 et ses aquarelles en 1989.

## Fin de vie
Brandt se convertit au bouddhisme et participe à une retraite au monastère de Kagyu Samye Ling en 1979. Tout comme sa mère, Brandt est une jardinière passionnée et elle utilise la nature comme source d'inspiration pour son travail. Elle déménage à Sherrard Avenue à Dublin après s'être séparée de Kane et elle possède également un chalet dans le comté de Wicklow. La santé déclinante la conduit à prendre sa retraite en 1988. Elle meurt à son domicile le 13 août 1989. Son travail fait partie de la collection de Charles Haughey, vendue en 2009.